# Lomadonta sulphurago
Lomadonta sulphurago är en fjärilsart som beskrevs av Schultze 1934. Lomadonta sulphurago ingår i släktet Lomadonta och familjen tofsspinnare. Inga underarter finns listade i Catalogue of Life.